# بلدية سيبلا
بلدية سيبلا هي بلدية في لاتفيا، بلغ عدد سكانها 2,568  نسمة وذلك حسب إحصائيات سنة 2017.

## التقسيمات الإدارية
- Cibla Parish [الإنجليزية]‏.